# Chacun son île
Chacun son île est une émission de télévision documentaire présentée sur les ondes de TV5 Québec Canada depuis septembre 2016. Quatre saisons ont été produites et elles sont toutes présentées par l'animatrice Sophie Fouron.

## Synopsis
L'animatrice Sophie Fouron voyage sur des îles plus ou moins difficiles d'accès aux quatre coins du monde pour y découvrir non seulement l'environnement unique qui s'y trouve, mais aussi les peuples insulaires qui y vivent. À travers des rencontres et des discussions avec les locaux, elle met en valeur ce qui fait l'unicité de chaque île et les défis quotidiens rencontrés par ses habitants.

## Lieux visités
Au cours des 4 saisons la série mets en lumière la vie unique qu'offre ces différentes îles :
Saison 1
- Bali
- Cap-Vert
- Crète
- Cuba
- Grande Comore
- Île de Salt Spring
- Île d'HawaÏ
- Îles Anglo-Normandes
- Îles Féroé
- La Réunion
- Monstserrat
- Okinawa
- Terre-Neuve

Saison 2
- Açores
- Boca del Toro
- Île de Chiloé
- Guadeloupe
- Île Baranof
- Île de Jeju
- Île de la Grande Barrière
- Îles Falkland
- Îles-de-la-Madeleine
- Lofoten
- Majuli
- Nouvelle-Calédonie
- Sardaigne

Saison 3
- Archipel de Broughton
- Aland
- Fidji
- Haïti
- La Gomera (Îles Canaries)
- Phu Quoc
- Samoa
- San Andrés y Providencia
- Taïwan
- Hébrides extérieures
- Islande

Saison 4
- Palaos
- Chypre
- Ibiza
- Îles Fox
- Marajo
- Porto Rico
- Saint-Pierre-et-Miquelon
- Singapour